# Leontyne Price
Mary Violet Leontyne Price (Laurel, 10 febbraio 1927) è un soprano statunitense.

## Biografia
In diverse interviste ha dichiarato che la sua decisione di diventare cantante d'opera maturò dopo aver visto Ljuba Welitsch interpretare Salomè. Compì gli studi al Central State College di Wilberforce e presso la Juilliard School di New York, iniziando la carriera nei primi anni Cinquanta.
Nel 1960 debuttò alla Scala con Aida, che interpretò anche a Filadelfia, rifiutando il debutto nello stesso ruolo al Metropolitan di New York solo perché "non possedeva il costume adatto". Il debutto al Met avvenne comunque ne Il trovatore (contemporaneamente all'esordio americano di Franco Corelli) il 27 gennaio 1961, anniversario della morte di Giuseppe Verdi. Nello stesso anno al Met interpretò Aida, Madama Butterfly, Liù in Turandot, Donna Anna in Don Giovanni, La Fanciulla del West, divenendo rapidamente una stella del massimo teatro statunitense, al quale resterà legata per quasi 25 anni. Nel 1967 ne inaugurò la nuova sede al Lincoln Center con Antony and Cleopatra di Samuel Barber. 
Sempre negli anni sessanta, durante i quali raggiunse il pieno della maturità artistica, fece tour in Europa interpretando opere di Puccini e Verdi. Memorabile in particolare l'interpretazione della Messa di Requiem verdiana nel 1967, in occasione del decennale della morte di Arturo Toscanini, con i complessi della Scala guidati da Herbert von Karajan. Con Karajan aveva già collaborato qualche anno prima incidendo Carmen, lasciando un'importante testimonianza, rimasta solo su disco, avendo sempre rifiutato di interpretare tale ruolo in teatro. La collaborazione col grande direttore austriaco continuò fino al 1978, quando interpretò Il trovatore a Salisburgo.
Negli anni successivi si assentò per qualche tempo dal palcoscenico per dedicarsi allo studio intensivo di compositori moderni, come Gershwin e Poulenc, dei quali eseguì vari lavori. Verso la fine della carriera si dedicò anche alla musica cameristica, specie di compositori russi, fra cui Stravinskij, e suoi connazionali come il già citato Samuel Barber, di cui è considerata una delle migliori esecutrici.
Nel 1985 si congedò dal pubblico del Met e dai palcoscenici operistici interpretando ancora una volta Aida; complessivamente cantò in 204 rappresentazioni nel massimo teatro americano. Proseguì l'attività concertistica, ritirandosi definitivamente nel 1997. Nell'ottobre 2001, a 74 anni, partecipò a un concerto alla Carnegie Hall in memoria delle vittime della strage dell'11 settembre.
Venne insignita della Presidential Medal of Freedom nel 1964 e della National Medal of Arts nel 1985; nel 1989 vinse il Grammy Award alla carriera.

## Repertorio

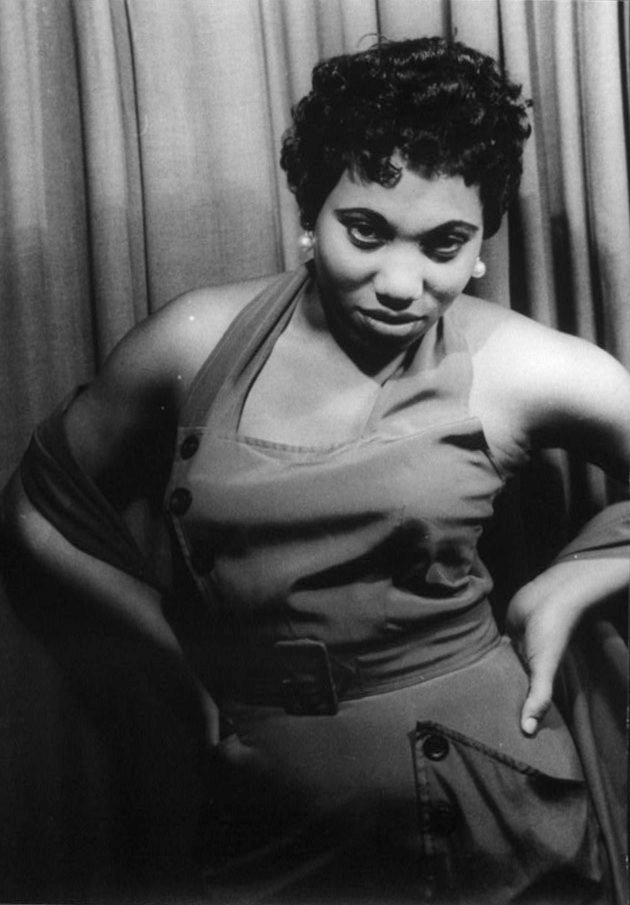
Leontyne Price nel 1953